# HMS Fylgias långresor
HMS Fylgia genomförde 32 långresor 1907–1948.

## 1907
Första långresan. Gick till Europa, Västindien och USA. Fartygschef var kommendörkapten Henry Lindberg. Sekond var kapten Axel Eneström.
1. Karlskrona Avseglade juli 1907
2. Plymouth, England
3. Bordeaux, Frankrike
4. Falmouth, England
5. Bermuda, Västindien
6. Jamestown, USA
7. New York, USA
8. Boston, USA
9. Plymouth, England
10. Karlskrona Anlöpte september 1907

## 1907–1908
Gick till Medelhavet, vidare genom Suezkanalen till Indien. Fartygschef var kommendörkapten Josef Ekelund. Sekond var kapten Ludvig Åkerhielm.
Färdväg
1. Karlskrona Avseglade november 1907
2. Plymouth, England
3. Funchal, Madeira, Portugal
4. Gibraltar
5. Malta, Italien
6. Alexandria, Egypten
7. Port Said, Egypten
8. Aden, Jemen
9. Bombay, Indien
10. Colombo, Ceylon
11. Aden, Jemen
12. Port Said, Egypten
13. Korfu, Grekland
14. Neapel, Italien
15. Tunis, Tunisien
16. Lissabon, Portugal
17. Dartmouth, England
18. Reval (Tallinn), Estland
19. Karlskrona Anlöpte april 1908

## 1908–1909
Gick till Sydamerika och Västindien. Fartygschef var kommendörkapten Hugo Hamilton. Sekond var kapten Knut Posse. 
Färdväg
1. Karlskrona Avseglade november 1908
2. Plymouth, England
3. Funchal, Madeira
4. Sankt Vincent, Västindien
5. Buenos Aires, Argentina
6. Rosario, Argentina
7. Buenos Aires, Argentina
8. Montevideo, Uruguay
9. Rio de Janeiro, Brasilien
10. Saint Thomas, Västindien
11. San Juan, Puerto Rico
12. Saint Thomas, Västindien
13. San Juan, Puerto Rico
14. San Miguel, Dominikanska republiken
15. Le Havre, Frankrike
16. Karlskrona Anlöpte april 1909

## 1909
Reste tillsammans med HMS Dristigheten. Resan gick till Medelhavet. Fartygschef var kommendörkapten Carl Wachtmeister. Sekond var kapten Carl Riben. 
Färdväg
1. Karlskrona Avseglade 8 juni 1909
2. Portsmouth, England
3. Gibraltar
4. Genua, Italien
5. Alger, Algeriet
6. Cherbourg, Frankrike
7. Karlskrona Anlöpte 4 augusti 1909

## 1910
Reste tillsammans med HMS Dristigheten. Resan gick till Europa. Fartygschef var kommendörkapten Carl Wachtmeister. Sekond var kapten Carl Riben. 
Färdväg
1. Karlskrona Avseglade 12 maj 1910
2. Rotterdam, Holland
3. Guernsey, Kanalöarna, Frankrike
4. Santander, Spanien
5. Saint Nazaire, Frankrike
6. Brodick Bay, Isle of Arran, Skottland
7. Greenock, Skottland
8. Köpenhamn, Danmark
9. Strömstad
10. Karlskrona Anlöpte 5 juli 1910

## 1911
Gick till Europa och England med deltagande i en flottrevy och den engelske konungen, Georg Vs kröning. Fartygschef var kommendörkapten Carl Wachtmeister. Sekond var kapten John Grafström. 
Färdväg
1. Karlskrona Avseglade 14 maj 1911
2. Vigo, Spanien
3. Le Havre, Frankrike

Jersey, Kanalöarna, Storbritannien
1. Portsmouth, England
2. Karlskrona Anlöpte 26 juni 1911

## 1912, första resan
Resan skedde tillsammans HMS Dristigheten, HMS Oscar II, HMS Sigurd. Med på HMS Oscar II var Sveriges dåvarande kung, Gustaf V som skulle träffa tsaren av Ryssland, Nikolaj II med familj. Fartygschef var kommendörkapten Carl Wachtmeister. Sekond var kapten Carl Lenche.
Färdväg
1. Stockholm
2. Viborg, Finland nuvarande Ryssland
3. Karlskrona

## 1912, andra resan
Gick till Europa. I Stockholm låg hon under de Olympiska sommarspelen 1912. Fartygschef var kommendörkapten Carl Wachtmeister. Sekond var kapten Carl Lenche. 
Färdväg
1. Karlskrona Avseglade maj 1912
2. Antwerpen, Belgien
3. Bordeaux, Frankrike
4. Ferrol, Spanien
5. Dartmouth, England
6. Karlskrona
7. Stockholm Anlöpte 29 juni 1912, avseglade 22 juli 1912
8. Viborg, Finland nuvarande Ryssland
9. Karlskrona Anlöpte augusti 1912

## 1912–1913
Gick till Europa. Fartygschef var kommendörkapten Ulf Sparre. Sekond var kapten John Grafström och kapten Gunnar Unger. 
Färdväg
1. Karlskrona
2. Sheerness, England
3. Sälöfjorden
4. Hakefjorden
5. Funchal, Madeira, Portugal
6. Rotterdam, Holland
7. Karlskrona

## 1913–1914
Gick till Västindien och Medelhavet. Fartygschef var kommendörkapten Gustaf Lidbeck. Sekond var kapten Carl Posse. 
Färdväg
1. Karlskrona Avseglade november 1913
2. Plymouth, England
3. Funchal, Madeira
4. Port of Spain, Trinidad
5. Colón, Panama
6. Havanna, Kuba
7. Saint Thomas, Västindien
8. Santa Cruz, Teneriffa, Spanien
9. Alger, Algeriet
10. Alexandria, Egypten
11. Neapel, Italien
12. Cadiz, Spanien
13. Sheerness, England
14. Karlskrona Anlöpte maj 1914

## 1914
Gick till Medelhavet. Resan avbröts utanför Gävle på grund av första världskrigets utbrott. Fartygschef var kommendörkapten Carl Wachtmeister. Sekond var kapten Karl Wester. 
Färdväg
1. Karlskrona
2. Gibraltar
3. Palermo, Sicilien, Italien
4. Tunis, Tunisien
5. Málaga, Spanien
6. Brest, Frankrike
7. Malmö
8. Stockholm

## 1919–1920
Gick till Västindien och USA. Fartygschef var kommendörkapten Gunnar Unger. Sekond var kapten Gustaf Liliehöök. 
Färdväg
1. Karlskrona Avseglade 3 november 1911
2. Kiel, Tyskland
3. Vlaardingen, Holland
4. Plymouth, England
5. Ponta Delgada, Azorerna
6. Bermuda, Västindien
7. New York, USA
8. Savannah, Georgia, USA
9. Port au Prince, Haiti
10. Kingston, Jamaica
11. Colón, Panama
12. Havanna, Kuba
13. Newport News, USA
14. Fayal, Azorerna
15. Falmouth, England
16. Le Havre, Frankrike
17. Antwerpen, Belgien
18. Karlskrona Anlöpte 8 april 1920

## 1920–1921
Gick till Medelhavet. Fartygschef var kommendörkapten Edvard Peyron (1866-1950). Sekond var kapten Adolf Mörner. 
Färdväg
1. Karlskrona
2. Kiel, Tyskland
3. Portsmouth, England
4. Funchal, Madeira, Portugal
5. Alger, Algeriet
6. Tunis, Tunisien
7. Alexandria, Egypten
8. Jaffa, Nuvarande Israel
9. Berouth, Libyen
10. Milos, Grekland
11. Pireus, Grekland
12. Malta, Italien
13. Neapel, Italien
14. Livorno, Italien
15. Marseille, Frankrike
16. Barcelona, Spanien
17. Gibraltar
18. Boulogne, Frankrike
19. Karlskrona

## 1921–1922
Gick via Medelhavet genom Suezkanalen och till Indien. Fartygschef var kommendörkapten Charles de Champs (1873-1959). Sekond var kapten Lave Beck-Friis (1883-1958). 
Färdväg
1. Karlskrona Avseglade 27 oktober 1921
2. Kiel, Tyskland
3. Rotterdam, Holland
4. Gibraltar
5. Malaga, Spanien
6. Suda Bay, Kreta, Grekland
7. Port Said, Egypten
8. Aden, Jemen
9. Colombo, Sri Lanka
10. Calcutta, Indien
11. Colombo, Sri Lanka
12. Bombay, Indien
13. Karachi, Pakistan
14. Aden, Jemen
15. Massaua, Eritrea
16. Port Said, Egypten
17. Palermo, Sicilien, Italien
18. Palma de Mallorca, Mallorca, Spanien
19. Gibraltar
20. Cádiz, Spanien
21. Cherbourg, Frankrike
22. Holtenau, Tyskland
23. Karlshamn
24. Karlskrona Anlöpte 20 april 1922

## 1922–1923
Gick till Västindien och Sydamerika. Fartygschef var kommendörkapten Claës Lindsström. Sekond var kapten Ebbe von Arbin (1886-1965). 
Färdväg
1. Karlskrona Avseglade 6 november 1922
2. Kiel, Tyskland
3. Vigo, Spanien
4. Ponto Grande, Kap Verde
5. Bahia, Brasilien
6. Rio de Janeiro, Brasilien
7. Montevideo, Uruguay
8. Buenos Aires, Argentina
9. Mar del Plata, Argentina
10. Punta Arenas, Chile
11. Valparaíso, Chile
12. Callao, Peru
13. Balboa, Panama
14. Colón, Panama
15. Santiago de Cuba, Kuba
16. Saint Thomas, Västindien
17. Fayal, Azorerna
18. Vigo, Spanien
19. Plymouth, England
20. Holtenau, Tyskland
21. Karlskrona Anlöpte 23 april 1923

## 1923
Fartygschef var kommendörkapten Claes Tamm (1879-1955). Sekond var kapten Georg Hafström (1882-1984). 
Färdväg
1. Karlskrona
2. Sheerness, England
3. Funchal, Madeira, Portugal
4. Gibraltar
5. Karlskrona

## 1923–1924
Gick till Västindien och USA. Fartygschef var kommendörkapten Thor Lübeck (1879-1955). Sekond var kapten Wilhelm Liljehök (1871-1951). 
Färdväg
1. Karlskrona
2. Kiel, Tyskland
3. Portsmouth, England
4. Porto Grande, Kap Verde
5. Port of Spain, Trinidad och Tobago
6. La Guaira, Venezuela
7. Willemstad, Nederländska Antillerna, Västindien
8. Puerto Colombia, Colombia
9. Kingston, Jamaica
10. New Orleans, USA
11. Havanna, Kuba
12. Saint Georges Harbour, Bermuda
13. Ponta Delgada, Azorerna
14. Rotterdam, Holland
15. Karlskrona

## 1924
Gick till Medelhavet.Fartygschef var kommendörkapten Claes Tamm (1879-1955). Sekond var kapten Nils Werner.  
1. Karlskrona Avseglade april 1824
2. Casablanca, Marocko
3. Malaga, Spanien
4. Gibraltar
5. Dover, England
6. Karlskrona

## 1924–1925
Gick till Afrika. Fartygschef var kommendörkapten John Eklund. Ursprungligen var kapten Nils Schollin sekond, men han insjuknade i november och avled 12 december 1924< varför kapten Olof Fåhraeus (1884-1962) tog över uppgiften. Skeppspräst var Bengt Wallman, som också författade Med Blåjackorna till Kap – en minnesbok om resan, utgiven 1925.
Färdväg
1. Karlskrona Avseglade 11 november 1924
2. Kiel, Tyskland
3. Portsmouth, England
4. Funchal, Madeira
5. Freetown, Sierra Leone
6. Walfish Bay, Angola Lättade ankar 12 januari 1925
7. Kapstaden, Sydafrika
8. São Paulo de Luanda, Angola Losskastning 9 februari 1925
9. Dakar, Senegal 22-28 februari
10. Cadiz, Spanien
11. Le Havre, Frankrike Förtöjning 18 mars 1925
12. Karlskrona Anlöpte 3 april 1925

## 1925
Gick till Medelhavet. Fartygschef var kommendörkapten Nils Åkerblom. Sekond var kapten John Schüssler.  
1. Karlskrona
2. Falmouth, England
3. Alger, Algeriet
4. Boulogne, Frankrike
5. Karlskrona

## 1925–1926
Gick till Medelhavet och via Bosporen in i Svarta havet. Fartygschef var kommendörkapten Arvid Hägg. Sekond var kapten Christer Åkerhielm.
Färdväg
1. Karlskrona Avseglade oktober 1925
2. Falmouth, England
3. Valletta, Malta
4. Odessa. Ukraina
5. Constanța, Rumänien
6. Varna, Bulgarien
7. Konstantinopel, Turkiet
8. Saloniki, Grekland
9. Pireus, Grekland
10. Suda Bay, Kreta, Grekland
11. Alexandria, Egypten
12. Tunis, Tunisien
13. Genua, Italien
14. Barcelona, Spanien
15. Funchal, Madeira
16. Gibraltar
17. Karlskrona Anlöpte 31 mars 1926

## 1926–1927
Gick till Västindien, Mexiko och USA. Fartygschef var kommendörkapten Daniel Tiselius (1880-1952). Sekond var kapten Karl Rudberg.
Färdväg
1. Karlskrona Avseglad 3 november 1926
2. Antwerpen, Belgien
3. Falmouth, England
4. Cadiz, Spanien
5. São Vicente, Kap Verde
6. Port of Spain, Trinidad och Tobago
7. San Juan, Puerto Rico
8. Santo Domingo, Dominikanska republiken
9. Port au Prince, Haiti
10. Santiago de Cuba, Kuba
11. Puerto Barrios, Guatemala
12. Veracruz, Mexiko
13. Savannah, USA
14. Bermuda, Västindien
15. Funchal, Madeira, Portugal
16. Bordeaux, Frankrike
17. Karlskrona Anlöpte april 1927

## 1927–1928
Gick till Sydamerika. Fartygschef var kommendörkapten Nils Åkerblom. Sekond var kapten Nils Stephensson-Möller.  
Färdväg
1. Karlskrona Avseglade 3 november 1927
2. Lissabon, Portugal
3. Sankt Vincent, Västindien
4. Bahia, Brasilien
5. Santos, Brasilien
6. Buenos Aires, Argentina
7. Montevideo, Uruguay
8. Rio de Janeiro, Brasilien
9. Pernambuco, Brasilien
10. Santa Cruz de Tenerife, Teneriffa
11. Las Palmas, Kanarieöarna
12. Boulogne, Frankrike
13. Malmö
14. Karlskrona Anlöpte 28 mars 1928

## 1928
Gick till Medelhavet. Fartygschef var kommendörkapten John Söderbaum (1878-1952). Sekond var kapten Gunnar A:son Blix. 
Färdväg
1. Karlskrona Avseglade maj 1928
2. Vlaardingen, Holland
3. Gibraltar
4. Livorno, Italien
5. Oran, Algeriet
6. Hamburg, Tyskland
7. Karlskrona Anlöpte juli 1928

## 1928–1929
Gick till Europa, Västindien och USA. Fartygschef var kommendörkapten Bermark. Sekond var kapten Karl Dyrsén.
Färdväg
1. Karlskrona Avseglade november 1928
2. Portsmouth, England
3. Las Palmas, Kanarieöarna
4. Porto Grande, Kap Verde
5. Bridgetown, Barbados
6. Colón, Panama
7. Mobile, USA
8. Philadelphia, USA
9. Hamilton, Bermuda
10. Ponta Delgada, Azorerna
11. Karlskrona Anlöpte 12 mars 1929

## 1930–1931
Gick till Medelhavet, genom Suezkanalen och runt Afrika. Fartygschef var kommendörkapten Isaac Cassel. Sekond var kapten Knut Spens.
Färdväg
1. Karlskrona Avseglade 6 november 1930
2. Falmouth, England
3. Gibraltar
4. Malaga, Spanien
5. Port Said, Egypten
6. Aden, Jemen
7. Mombasa, Kenya
8. Zanzibar, Tanzania
9. Durban, Natal
10. Kapstaden, Sydafrika
11. Lobito, Angola
12. Freetown, Sierra Leone
13. Funchal, Madeira, Portugal
14. Saint Nazaire, Frankrike
15. Malmö
16. Karlskrona Anlöpte 24 mars 1931

## 1931
Gick till Europa. Fartygschef var kommendörkapten Lave Beck-Friis (1883-1958). Sekond var kapten Tor Almgren (1888-1967).
1. Karlskrona Avseglade maj 1931
2. Amsterdam, Holland
3. Brest, Frankrike
4. Cadiz, Spanien
5. Portsmouth, England
6. Karlskrona Anlöpte juli 1931

## 1931–1932
Gick till Medelhavet, vidare genom Suezkanalen till Indien. Fartygschef var kommendörkapten Gustaf Wachtmeister (1887-1978). Sekond var Alarik Wachtmeister (1890-1953).
Färdväg
1. Karlskrona Avseglade 16 november 1931
2. Vigo, Spanien Anlöpte 23 november 1931, avseglade 25 november 1931
3. Malta Anlöpte 4 december 1931, avseglade 6 december 1931
4. Port Said, Egypten Anlöpte 11 december 1931, avseglade 13 december 1931
5. Aden, Jemen Anlöpte 21 december 1931, avseglade 23 december 1931
6. Colombo, Sri Lanka Anlöpte 4 januari 1932, avseglade 11 januari 1932
7. Bombay, Indien Anlöpte 19 januari 1932, avseglade 26 januari 1932
8. Perim, Jemen Anlöpte 6 februari 1932, avseglade 7 februari 1932
9. Alexandria, Egypten Anlöpte 16 februari 1932, avseglade 23 februari 1932
10. Gibraltar Anlöpte 5 mars 1932, avseglade 8 mars 1932
11. Rotterdam, Nederländerna Anlöpte 17 mars 1932, avseglade 22 mars 1932
12. Malmö Anlöpte 26 mars 1932, avseglade 28 mars 1932
13. Karlskrona Anlöpte 30 mars 1932

## 1932
Gick till Europa. Fartygschef var kommendörkapten Helge Friis (1883-1956). Sekond var kapten Sten Weinberg.
1. Karlskrona Avseglade maj 1932
2. Schiedam, Holland
3. Falmouth, England
4. Funchal, Madeira, Portugal
5. Liverpool, England
6. Port Erin, Isle of Man
7. Oslo, Norge
8. Karlskrona Anlöpte juli 1932

## 1932–1933
Gick ill Medelhavet och norra Afrika. Fartygschef var kommendörkapten Flygare. Sekond var kapten Karl Graaf.
Färdväg
1. Karlskrona Avseglade 22 november 1932
2. Portsmouth, England
3. Gibraltar
4. Tunis, Tunisien
5. Suda Bay, Kreta, Grekland
6. Beirut, Libanon
7. Konstantinopel, Turkiet
8. Cattaro, Montenegro
9. Tripoli, Libyen
10. Neapel, Italien
11. Antibes, Frankrike
12. Gibraltar
13. Le Havre, Frankrike
14. Karlskrona Anlöpte 29 mars 1933

## 1933
Gick ill Europa. Fartygschef var kommendörkapten Ebbe von Arbin (1886-1965). Sekond var kapten Otto Söderhielm.
Färdväg
1. Karlskrona Avseglade 13 maj 1933
2. Antwerpen, Belgien
3. St. Peter Port, Guernsey, England
4. Bordeaux, Frankrike
5. Dover, England
6. Vlaardingen, Holland
7. Wilhelmshaven, Tyskland
8. Karlskrona Anlöpte juli 1933

## 1945–1946
Gick till Europa.
Färdväg
1. Karlskrona
2. Portugal
3. Norge
4. Irland
5. Belgien
6. Karlskrona

## 1946, första resan
Gick runt England och ner till Madeira. Fartygschef var kommendörkapten Bror Ramel. Sekond var kapten Karl-Gustav Norman (1918-1997).
Färdväg
1. Karlskrona Avseglade 28 januari 1946
2. Göteborg, Anlöpte 2 februari 1946, avseglade 3 februari 1946
3. Lissabon, Portugal Anlöpte 14 februari 1946, avseglade 19 februari 1946
4. Funchal, Madeira Anlöpte 1 mars 1946, avseglade 6 mars 1946
5. Lissabon, Portugal Anlöpte 11 mars 1946
6. Malmö 5 mars 1946
7. Karlskrona Anlöpte 27 mars 1946

## 1946, andra resan
Med på resan var också jagarna HMS Munin och HMS Mjölner. Fartygschef var kommendörkapten Bror Ramel. Sekond var kapten Karl-Gustav Norman (1918-1997).
1. Stockholm Avseglade 28 april 1946
2. Uddevalla
3. Göteborg
4. Bergen, Norge
5. Fanefjord, Norge
6. Dublin, Irland
7. Antwerpen, Belgien
8. Göteborg Anlöpte 14 juni 1946

## 1947–1948
Gick till Medelhavet och Västafrika. Fartygschef var kommendörkapten av 1:a graden Ivar Rosensvärd (1898-1983). Sekond var kommendörkapten Hans Leijonhufud.
Färdväg
1. Karlskrona Avseglade 18 november 1947
2. Falmouth, England Anlöpte 29 november 1947, avseglade 2 december 1947
3. Alger, Algeriet Anlöpte 11 december 1947 avseglade 13 december 1947
4. Toulon, Frankrike Anlöpte 19 december 1947, avseglade 23 december 1947
5. Bandol, Frankrike Anlöpte 24 december 1947, avseglade 4 januari 1948
6. Ajaccio, Korsika, Anlöpte 5 januari 1948, avseglade 10 januari 1948
7. Valletta, Malta Anlöpte 13 januari 1948, avseglade 17 januari 1948
8. Gibraltar Anlöpte 22 januari 1948, avseglade 26 januari 1948
9. Freetown, Sierra Leone Anlöpte 4 februari 1948, avseglade 8 februari 1948
10. Dakar, Senegal Anlöpte 11 februari 1948, avseglade 14 februari 1948
11. (Funchal), Anlöpte Funchal (Madeira) den 20 februari, avseglade på eftermiddagen den 25 februari 1948
12. Casablanca, Marocko
13. Cherbourg, Frankrike, Anlöpte 4 mars 1948, avseglade 8 mars 1948
14. Göteborg
15. Malmö
16. Karlskrona Anlöpte 19 mars 1948

## 1948
Hennes sista långresa. Gick till Storbritannien och Europa. Reste tillsammans med HMS Stockholm (J6) och HMS Norrköping för deltagande i första nordiska marinkadettmötet i Lysekil. Fartygschef var kommendörkapten Gunnar Fogelberg. Sekond var kapten Åke Lindemalm (1910-2004).
Färdväg
1. Karlskrona Avseglade 28 april 1948
2. Malmö Anlöpte 30 april 1948, avseglade 3 maj 1948
3. Göteborg Anlöpte 5 maj 1948, avseglade 10 maj 1948
4. Loch Eye, Skottland Anlöpte 14 maj 1948, avseglade 18 maj 1948
5. Bristol, England Anlöpte 20 maj 1948, avseglade 25 maj 1948
6. Amsterdam, Holland Anlöpte 28 maj 1948, avseglade 3 juni 1948
7. Trondheim, Norge Anlöpte 7 juni 1948, avseglade 11 juni 1948
8. Lysekil
9. Göteborg Anlöpte 14 juni 1948, avseglade 16 juni 1948
10. Karlskrona Anlöpte 17 juni 1948